# Station Ax-les-Thermes
Station Ax-les-Thermes is een spoorwegstation in de Franse gemeente Ax-les-Thermes. Het wordt bediend door treinen van de TER Occitanie.